# Myrmicocrypta infuscata
Myrmicocrypta infuscata är en myrart som beskrevs av Weber 1946. Myrmicocrypta infuscata ingår i släktet Myrmicocrypta och familjen myror. Inga underarter finns listade i Catalogue of Life.